# Fedeleșoiu, Vâlcea
Fedeleșoiu este un sat în comuna Dăești din județul Vâlcea, Muntenia, România.
Acest Sat are în componență echipa Viitorul Dăești, din liga a III-a din România.

## Monumente
- Fostul schit Fedeleșoiu

 Acest articol despre o localitate din județul Vâlcea este deocamdată un ciot. Puteți ajuta Wikipedia prin completarea lui.